# Liste d'élections en 1828
Chronologie des élections
- 1824
- 1825
- 1826
- 1827
- 1828
- 1829
- 1830
- 1831
- 1832

Cet article recense les élections organisées durant l'année 1828.

En cette fin des années 1820, seuls le Royaume-Uni, les États-Unis, la France, la Norvège et le Portugal procèdent à des élections nationales régulières, toutes au suffrage censitaire masculin.  

Pamphlet diffamatoire distribué durant la campagne présidentielle américaine, accusant Andrew Jackson d'atrocités durant la guerre de 1812 et la guerre Creek.

## Élections nationales en 1828
| Date                            | État       | Élection ou référendum                    | Contexte | Résultat |
| ------------------------------- | ---------- | ----------------------------------------- | --- | --- |
| mai                             | Portugal   | Législatives (en)                         | En mars, le roi-consort Michel Ier a dissous le parlement issu des élections de 1826, et rétabli le Cortes médiéval rassemblant la noblesse, le clergé et le tiers état.                                                                                | Il n'existe pas encore de partis politiques ; les élus siègent sans étiquette. La guerre civile portugaise éclate lorsque les libéraux se révoltent contre le nouveau régime de monarchie absolue que Michel Ier tente d'imposer. Le roi est contraint à l'exil en 1834. |
| 1er septembre                   | Mexique    | Fédérales                                 | | Cette section est vide, insuffisamment détaillée ou incomplète. Votre aide est la bienvenue ! Comment faire ? |
| 31 octobre - 2 décembre         | États-Unis | Présidentielle                            | Le bipartisme renaît, à la suite de la fracture du Parti républicain-démocrate. Les partisans du président John Quincy Adams sont devenus le Parti national-républicain, tandis que ceux de son adversaire Andrew Jackson ont formé le Parti démocrate. | Alternance. Andrew Jackson (démocrate) est élu avec 68,2 % des voix des grands électeurs (et 56,0 % des suffrages populaires), face au président sortant John Quincy Adams (national-républicain), son unique adversaire.                                                |
| 9 juillet 1828 - 5 octobre 1829 | États-Unis | Législatives (chambre (en) et sénat (en)) | | Voir l'article : Liste d'élections en 1829. |

## Élections en subdivisions nationales en 1828
Cette section concerne les élections législatives dans un État fédéré, une subdivision territoriale ou une colonie d'un État souverain, ainsi que leurs principaux référendums.
| Date     | Subdivision           | État                     | Élection ou référendum | Contexte | Résultat |
| -------- | --------------------- | ------------------------ | ---------------------- | -------- | --- |
| 1er mars | Saxe-Cobourg et Gotha | Confédération germanique | Législatives (de)      |          | Cette section est vide, insuffisamment détaillée ou incomplète. Votre aide est la bienvenue ! Comment faire ? |